# Gleichgewichtstemperatur
Die Gleichgewichtstemperatur ist die Temperatur eines offenen Systems im Fließgleichgewicht aus eingebrachter und abgegebener Leistung – nicht zu verwechseln mit „im thermodynamischen Gleichgewicht“, wie es das Konzept der Temperatur vorsieht. In der Astronomie sind die Gleichgewichtstemperaturen von Gaswolken und Planetenoberflächen wichtig.

## Gleichgewichtstemperatur einer Planetenoberfläche
Unter den Annahmen, dass 
1. der Planet keine eigenen Energiequellen hat, sich nicht erwärmt oder abkühlt,
2. der Anteil {\displaystyle \eta } der den Planeten treffenden Strahlungsleistung mit gleicher Wellenlänge reflektiert wird, also nur der Anteil {\displaystyle (1-\eta )} absorbiert wird,
3. die Oberfläche eine einheitliche Temperatur hat (schnelle Rotation, effizienter Wärmetransport in polare Regionen),
4. die Oberfläche im Infraroten eine Emissivität von 1 hat, also wie ein schwarzer Körper strahlt,

und mit den Bezeichnungen
{\displaystyle L=L_{\text{sun}}=3{,}83\cdot 10^{26}\,\mathrm {J/s} } für die Leuchtkraft der Sonne,
{\displaystyle d} für den Abstand von der Sonne,
{\displaystyle R} für den Planetenradius,
{\displaystyle T} für die Temperatur und
{\displaystyle \sigma =5{,}67\cdot 10^{-8}\,\mathrm {W} /(\mathrm {m} ^{2}\mathrm {K} ^{4})} für die Stefan-Boltzmann-Konstante,
gilt zunächst für die absorbierte Strahlungsleistung
{\displaystyle L_{\text{in}}=(1-\eta )\pi R^{2}{\frac {L}{4\pi d^{2}}}}
und für die Leistung der thermischen Abstrahlung
{\displaystyle L_{\text{out}}=4\pi R^{2}\sigma T^{4}}.
Die Gleichgewichtsbedingung {\displaystyle L_{\text{in}}=L_{\text{out}}} ergibt
{\displaystyle T={\sqrt[{4}]{\frac {(1-\eta )\cdot L}{16\pi d^{2}\sigma }}}}
Dies ergibt {\displaystyle T=277\,\mathrm {K} } für die Erde, wenn sie auch für die einkommende kurzwellige Strahlung als schwarzer Körper mit {\displaystyle \eta =0} angenommen wird, und {\displaystyle T=255\,\mathrm {K} }, wenn realistischer {\displaystyle \eta =0{,}3} angesetzt wird. Beobachtet wird aber an der Erdoberfläche {\displaystyle T=288\,\mathrm {K} }. Diese höhere Temperatur ist auf den Treibhauseffekt zurückzuführen. Die Fläche mit einer dem Strahlungsgleichgewicht entsprechenden Temperatur befindet sich in der höheren Atmosphäre. Besonders stark ist der Treibhauseffekt auf der Venus, wo die mit {\displaystyle \eta =0{,}76} (Wolkenoberfläche, gemessen) und {\displaystyle \eta =0{,}1} (fiktiver Ozean, eisfrei, wolkenlos) berechneten Temperaturen bei 250 bzw. 318 K liegen, die Bodentemperatur aber bei 740 K.

## Einzelnachweis
1. ↑  R. Haus et al.: Radiative energy balance of Venus based on improved models of the middle and lower atmosphere. Icarus 272, 2016, doi:10.1016/j.icarus.2016.02.048.